# Zentropa Cup
Nel 1951 venne organizzata un'edizione non ufficiale della Coppa Mitropa, denominata Zentropa Cup.
Torneo schiacciato dalle contemporanee e più prestigiose Coppa Latina e Copa Rio, che gli sottrassero i club campioni nazionali, venne vinto dagli Austriaci del Rapid Vienna.

## Formula
La formula della manifestazione è quella tradizionale dell'eliminazione diretta.
Tutte le partite sono state giocate al Prater Stadion di Vienna: le due semifinali martedì 3 luglio; la finale 3º-4º posto e la finale assoluta giovedì 5 luglio.

## Partecipanti
| Nazione               | Squadra             | Campionato                                                | Note |
| --------------------- | ------------------- | --------------------------------------------------------- | ---- |
| Austria (bandiera)    | Rapid Vienna Wacker | Campione d'Austria 1950-51 Vicecampione d'Austria 1950-51 |      |
| Jugoslavia (bandiera) | Dinamo Zagabria     | 4º campionato di Jugoslavia 1950                          |      |
| Italia (bandiera)     | Lazio               | 4º Campionato italiano 1950-51                            |      |

## Torneo

### Semifinali
Gare giocate il 3 luglio
| Squadra 1 | Risultato | Squadra 2     |
| --------- | --------- | ------------- |
| Wacker    | 4 - 1     | Dinamo Zagreb |
| SK Rapid  | 5 - 0     | SS Lazio      |

| Arbitro: | Bertolio |

|                                              |           |            |
| Bokon 20’ Haummer 30’ Brinek 59’ Brousek 89’ | Marcatori | 71’ Horvat |

| Arbitro: | Matancić |

|                                                   |           |  |
| Probst 15’ Körner 43’ Probst 51’, 62’ Hanappi 71’ | Marcatori |  |

### Finale 3º-4º posto
Gara giocata il 5 luglio
| Squadra 1     | Risultato | Squadra 2 |
| ------------- | --------- | --------- |
| Dinamo Zagreb | 2 - 0     | SS Lazio  |

| Arbitro: | Benek |

|                           |           |  |
| Čajkovski 19’ Dvornić 86’ | Marcatori |  |

### Finale
Gara giocata il 5 luglio
| Squadra 1 | Risultato | Squadra 2 |
| --------- | --------- | --------- |
| SK Rapid  | 3 - 2     | Wacker    |

| Arbitro: | Campani |

|                                             |           |                       |
| Gernhardt 40’ Probst 58’ Hanappi 90’ (rig.) | Marcatori | 32’ Wagner 50’ Foreth |

## Classifica marcatori
|  | Gol | Marcatore    | Squadra  |
|  | --- | ------------ | -------- |
|  | 4   | Erich Probst | SK Rapid |